# George Melford
George Melford est un réalisateur, acteur, scénariste et producteur américain né le 19 février 1877 à Rochester, État de New York (États-Unis), mort le 25 avril 1961 à Hollywood (Californie).

## Filmographie

### Comme réalisateur
- 1911 : Arizona Bill
- 1911 : For Her Brother's Sake
- 1912 : The Bugler of Battery B
- 1912 : The Soldier Brothers of Susanna
- 1912 : Saved from Court Martial
- 1913 : The Usurer
- 1913 : The Last Blockhouse
- 1913 : The Grim Toll of War
- 1913 : Prisoners of War
- 1913 : The Battle of Bloody Ford
- 1913 : The Attack at Rocky Pass
- 1913 : The Wartime Siren
- 1913 : The Fire-Fighting Zouaves
- 1913 : The Fighting Chaplain
- 1913 : The Battle for Freedom
- 1913 : The Struggle
- 1913 : The Battle of Paradeburg
- 1913 : The Invaders
- 1913 : Perils of the Sea
- 1913 : The Chinese Death Thorn
- 1914 : The Boer War
- 1914 : The Master Rogue
- 1914 : The Detective's Sister
- 1914 : A Celebrated Case
- 1914 : The Barrier of Ignorance
- 1914 : Nina o' the Theatre
- 1914 : The Quicksands
- 1914 : Shannon of the Sixth
- 1914 : The Chief of Police
- 1914 : The Rajah's Vow
- 1914 : The Bond Eternal
- 1914 : The Primitive Instinct
- 1914 : The Brand
- 1914 : Micky Flynn's Escapade
- 1914 : The Prison Stain
- 1914 : The Invisible Power
- 1914 : The Smugglers of Lone Isle
- 1914 : The Derelict
- 1915 : Young Romance (en)
- 1915 : A Gentleman of Leisure (en)
- 1915 : The Governor's Lady (en)
- 1915 : The Woman (en)
- 1915 : Stolen Goods (en)
- 1915 : The Fighting Hope (en)
- 1915 : The Puppet Crown (en)
- 1915 : The Marriage of Kitty (en)
- 1915 : Vers la lumière (Out of the Darkness)
- 1915 : Un drame en Ouganda (The Explorer)
- 1915 : Armstrong's Wife
- 1915 : The Unknown
- 1915 : The Immigrant
- 1916 : La Petite Tennessie (Tennessee's Pardner)
- 1916 : To Have and to Hold
- 1916 : The Race
- 1916 : L'Inutile Sacrifice (A Gutter Magdalene)
- 1916 : The House with the Golden Windows
- 1916 : Chaque perle, une larme (Each Pearl a Tear)
- 1916 : The Years of the Locust
- 1916 : The Yellow Pawn
- 1917 : The Evil Eye
- 1917 : The Winning of Sally Temple
- 1917 : A School for Husbands
- 1917 : The Cost of Hatred
- 1917 : Un joli monsieur (Her Strange Wedding)
- 1917 : Le Globe magique (The Crystal Gazer)
- 1917 : On the Level
- 1917 : The Sunset Trail
- 1917 : Œil pour œil (The Call of the East)
- 1917 : Nan of Music Mountain (en)
- 1918 : La Blessure qui sauve (The Hidden Pearls)
- 1918 : Cœurs esclaves (Wild Youth)
- 1918 : Le Sacrifice de Tamura (The Bravest Way)
- 1918 : Sandy
- 1918 : La Voix du sang (The City of Dim Faces (it))
- 1918 : The Cruise of the Make-Believes
- 1918 : The Source
- 1918 : Such a Little Pirate
- 1919 : L'Héritage (Jane Goes A' Wooing)
- 1919 : Pettigrew's Girl
- 1919 : Le Mariage d'Annabelle (Good Gracious, Annabelle)
- 1919 : Men, Women, and Money
- 1919 : A Sporting Chance
- 1919 : Told in the Hills
- 1919 : Everywoman
- 1920 : Le Loup de mer (The Sea Wolf)
- 1920 : Fatty, l'intrépide shérif (The Round-Up)
- 1920 : Behold My Wife
- 1921 : The Jucklins
- 1921 : The Faith Healer
- 1921 : A Wise Fool
- 1921 : The Great Impersonation
- 1921 : Le Cheik (The Sheik)
- 1922 : Morane le marin (Moran of the Lady Letty)
- 1922 : The Woman Who Walked Alone
- 1922 : Sur les sables brûlants (Burning Sands)
- 1922 : Ebb Tide
- 1923 : Java Head
- 1923 : Celles qui souffrent (You Can't Fool Your Wife)
- 1923 : Salomy Jane
- 1923 : La Lumière qui s'éteint (The Light That Failed)
- 1924 : La Barrière de feu (Flaming Barriers)
- 1924 : The Dawn of a Tomorrow
- 1924 : Tiger Love (en)
- 1924 : Big Timber de William J. Craft
- 1925 : À la dérive (The Top of the World)
- 1925 : Friendly Enemies
- 1925 : Without Mercy
- 1925 : Simon the Jester
- 1926 : Rocking Moon
- 1926 : Whispering Smith
- 1926 : The Flame of the Yukon
- 1926 : Going Crooked
- 1927 : A Man's Past
- 1928 : Lingerie
- 1928 : L'honneur commande (Freedom of the Press)
- 1928 : Sinners in Love
- 1929 : La Fleur du désert (en) (Love in the Desert)
- 1929 : The Charlatan
- 1929 : The Woman I Love
- 1929 : Sea Fury
- 1930 : La Voluntad del muerto
- 1930 : Oriente y Occidente
- 1930 : The Poor Millionaire (en)
- 1931 : Don Juan diplomático
- 1931 : The Viking (de Varick Frissell pour la plus grande part)
- 1931 : Drácula
- 1931 : Homicide Squad
- 1931 : East of Borneo
- 1932 : The Boiling Point (en)
- 1932 : A Scarlet Week-End
- 1932 : Cowboy Counsellor (en)
- 1932 : Officer Thirteen
- 1932 : The Penal Code (en)
- 1933 : Man of Action
- 1933 : The Eleventh Commandment
- 1933 : The Dude Bandit
- 1933 : Playthings of Desire
- 1934 : Hired Wife
- 1935 : À l'est de Java (East of Java)
- 1937 : Jungle Menace
- 1946 : Jungle Terror

### Comme acteur
- 1909 : The Wayward Daughter
- 1909 : The Cardboard Baby
- 1910 : A Colonial Belle
- 1910 : The Strongest Tie
- 1910 : The Touch of a Child's Hand
- 1910 : Rachel
- 1911 : The Bolted Door
- 1911 : The Trail of the Pomas Charm
- 1911 : Rescued from the Desert
- 1911 : Big Hearted Jim : Big Hearted Jim
- 1911 : Slim Jim's Last Chance
- 1911 : Slabsides
- 1911 : The Loyalty of Don Luis Verdugo
- 1911 : The Carrier Pigeon
- 1911 : A Cattle Herder's Romance : David Blair
- 1911 : Reckless Reddy Reforms : Reckless Reddy
- 1911 : The Badge of Courage
- 1911 : Don Ramon's Daughter
- 1911 : On the Warpath
- 1911 : When Two Hearts Are Won
- 1911 : The Blackfoot Halfbreed
- 1911 : Daniel Boone's Bravery : Daniel Boone
- 1911 : The Luck of Reckless Reddy : Reckless Reddy
- 1911 : The Temptation of Rodney Vane
- 1911 : The Higher Toll
- 1912 : The Bugler of Battery B
- 1912 : The Soldier Brothers of Susanna
- 1912 : Saved from Court Martial
- 1913 : The Usurer
- 1913 : The Buckskin Coat
- 1913 : The Struggle
- 1913 : Perils of the Sea
- 1913 : The Chinese Death Thorn : Martin Avery
- 1914 : The Master Rogue
- 1914 : The Barrier of Ignorance
- 1939 : Ambush de Kurt Neumann: Bank President Wales
- 1939 : The Family Next Door : Bank Manager
- 1939 : The Lady's from Kentucky : Veterinarian
- 1939 : Unmarried (en) de Kurt Neumann : Trainer
- 1939 : 6000 Enemies : Bailiff
- 1939 : L'Aigle des frontières (Frontier Marshal) : Bit Part
- 1939 : Island of Lost Men : Merchant
- 1939 : Les Maîtres de la mer (Rulers of the Sea) de  Frank Lloyd : Landlord
- 1939 : Too Busy to Work (en) : Dugan
- 1939 : La Lumière qui s'éteint (The Light That Failed) de William A. Wellman : Voice
- 1940 : L'Aventure d'une nuit (Remember the Night) : Brian
- 1940 : The Man Who Wouldn't Talk : Juror
- 1940 : Mon petit poussin chéri (My Little Chickadee) : Greasewood sheriff-elect on train
- 1940 : Buck Benny Rides Again (en) de Mark Sandrich : Bartender
- 1940 : Safari (film, 1940) : Trader
- 1940 : Gouverneur malgré lui (The Great McGinty) : Senior Senator
- 1940 : Brigham Young : John Taylor
- 1941 : Tall, Dark and Handsome : Ex-Governor John Logan
- 1941 : Life with Henry
- 1941 : Virginia : Guest
- 1941 : Golden Hoofs : Eldridge
- 1941 : Un cœur pris au piège (The Lady Eve) : Party Guest
- 1941 : Robbers of the Range (en) d'Edward Killy : Colonel Lodge
- 1941 : L'Homme de la rue (Meet John Doe) de Frank Capra : Chamber of Commerce member
- 1941 : L'Appel du Nord (Wild Geese Calling) de John Brahm : Foreman
- 1941 : Belle Starr
- 1941 : Flying Cadets : Train Conductor
- 1941 : Pacific Blackout : Banker in park
- 1942 : Blue, White and Perfect : Doctor
- 1942 : La Vallée du soleil (Valley of the Sun) de George Marshall : Dr. Thomas
- 1942 : Les Naufrageurs des mers du Sud (Reap the Wild Wind) de Cecil B. DeMille : Devereaux Banker
- 1942 : Lone Star Ranger : Hardin
- 1942 : Mon amie Sally (My Gal Sal) : Conductor
- 1942 : Army Surgeon : Doctor
- 1942 : La Marine triomphe (The Navy Comes Through) : Chief engineer
- 1942 : That Other Woman : Zineschwich
- 1942 : Time to Kill de Herbert I. Leeds : Undetermined Role
- 1943 : Dixie Dugan de Otto Brower : Mr. Sloan
- 1943 : Maîtres de ballet (The Dancing Masters)
- 1943 : Gangway for Tomorrow (en) de John H. Auer : Judge
- 1944 : Miracle au village (The Miracle of Morgan's Creek) : U.S. marshal
- 1944 : Government Girl : Irate Man
- 1944 : Hail the Conquering Hero : Sheriff
- 1944 : Le Grand Boum (The Big Noise) : Mugridge
- 1944 : Une femme sur les bras (Practically Yours) de Mitchell Leisen : Senate Vice-President
- 1945 : Le Lys de Brooklyn (A Tree Grows in Brooklyn) de Elia Kazan: Mr. Spencer
- 1945 : Circumstantial Evidence (en) de John Larkin : Prison Board Member
- 1945 : Diamond Horseshoe : Pop, stage doorman
- 1946 : Colonel Effingham's Raid : Park Commissioner
- 1946 : Johnny Comes Flying Home (en) de Benjamin Stoloff : Bit Role
- 1946 : The Bride Wore Boots : Judge #3
- 1946 : Strange Triangle : Judge
- 1946 : Californie terre promise (California) : Delegate
- 1947 : The Shocking Miss Pilgrim
- 1947 : Thunder in the Valley : Judge
- 1948 : Appelez nord 777 (Call Northside 777) : Parole Board Member
- 1948 : La Ville empoisonnée (The Walls of Jericho) de John M. Stahl
- 1948 : L'Énigmatique Monsieur Horace (The Luck of the Irish) de Henry Koster : Nightclub Doorman
- 1948 : La Proie (Cry of the City) : Barber
- 1948 : Unfaithfully Yours : Man in Audience
- 1948 : À toi pour la vie (When My Baby Smiles at Me) de Walter Lang : Conductor
- 1948 : Tragique Décision (Command Decision) de Sam Wood
- 1949 : Un homme change son destin (The Stratton Story) : Person in Theatre
- 1949 : The Beautiful Blonde from Bashful Bend : Deputy
- 1950 : A Ticket to Tomahawk de Richard Sale : Stationmaster
- 1952 : The Brigand : Majordomo
- 1952 : Un amour désespéré (Carrie) : Patron at Slawson's
- 1953 : The President's Lady : Minister
- 1953 : La Tunique (The Robe)
- 1953 : City of Bad Men d'Harmon Jones :  Old Timer
- 1953 : Meurtre prémédité (A Blueprint for Murder) d'Andrew L. Stone : Bailiff
- 1954 : L'Égyptien (The Egyptian) : Priest
- 1954 : Les femmes mènent le monde (Woman's World) : Auto Plant Worker
- 1954 : La Joyeuse parade (There's No Business Like Show Business) : Kelly, Stage Door Man
- 1955 : Le Prince des acteurs (Prince of Players) de Philip Dunne : Stage Doorman
- 1956 : Les Dix Commandements (The Ten Commandments) de Cecil B. DeMille : Hebrew at Golden Calf / Nobleman
- 1960 : Bluebeard's Ten Honeymoons : Concierge

### Comme scénariste
- 1911 : Arizona Bill
- 1913 : Prisoners of War
- 1914 : The Brand
- 1924 : Big Timber
- 1929 : Sea Fury (en) de lui-même

### Comme producteur
- 1920 : Behold My Wife! (en)
- 1931 : East of Borneo